# O Xangô de Baker Street
O Xangô de Baker Street é um romance do humorista, escritor e apresentador de televisão brasileiro Jô Soares.

## Enredo
Rio de Janeiro, 1886. A diva francesa Sarah Bernhardt pela primeira vez se apresenta no Brasil. O público se curva perante o talento de Sarah, incluindo o imperador Dom Pedro II, que lhe conta um segredo: um valioso violino Stradivarius, um presente seu à baronesa Maria Luíza, desaparecera misteriosamente.
Sarah então sugere que o imperador convide o famoso detetive Sherlock Holmes para investigar o caso. Dom Pedro II aceita o conselho e logo o detetive inglês concorda em viajar até o Brasil para desvendar este mistério.
Ao mesmo tempo, um assassinato choca a cidade e deixa em pânico o delegado Mello Pimenta. Uma prostituta fora assassinada e teve suas orelhas decepadas e uma corda de violino estrategicamente colocada em seu corpo pelo assassino.
Enquanto o delegado busca pistas, Holmes e Watson desembarcam no Rio de Janeiro sem saber os perigos que os esperam: feijoadas, caipirinhas, vatapás, pais de santo e o poder de sedução das mulatas locais.
Nesta história, Sherlock Holmes, dr. Watson e o delegado Mello Pimenta vão percorrer as ruas da capital brasileira atrás de informações para descobrir o mistério do violino e encontrar o autor dos crimes que estão chocando a cidade.
A trama ressuscita um Rio de Janeiro de fins do século XIX governado pela monarquia, envolvendo uma nobreza bajuladora e uma turma de boêmios cariocas.
Nessa história o famoso detetive inglês tem suas faculdades analíticas e seu senso de observação afetados pelo calor dos trópicos por circunstâncias inesperadas. Em uma perseguição ao misterioso assassino, Sherlock tem de parar por causa de um vatapá o qual lhe gerou uma dor de barriga. Esse e outros acontecimentos que se seguem tornam o detetive mais propenso a erros, mais humano.